# The Camp
The Camp är ett slott i Storbritannien.   Det ligger i grevskapet Herefordshire och riksdelen England, i den södra delen av landet, 190 km väster om huvudstaden London. The Camp ligger 105 meter över havet.
Terrängen runt The Camp är huvudsakligen platt, men åt sydväst är den kuperad. Runt The Camp är det ganska tätbefolkat, med 93 invånare per kvadratkilometer. Närmaste större samhälle är Hereford, 9,2 km norr om The Camp. Trakten runt The Camp består till största delen av jordbruksmark.